# Канівський район
Ка́нівський райо́н — колишня адміністративно-територіальна одиниця Черкаської області. Утворений 7 березня 1923 року. Площа складала 1283 км2 (6,14 % від території області). Адміністративний центр — місто Канів (не входив до складу району).
На півночі район межував з колишнім Миронівським районом Київської області, на сході — зі старим Золотоніським районом, на півдні — зі старим Черкаським районом, а на заході — з колишнім Корсунь-Шевченківським районом.
Район ліквідовано відповідно до постанови Верховної Ради України № 807-IX від 17 липня 2020 року, та включено до складу нового Черкаського району.

## Географія
Район розташовувався на півночі Черкаської області у лісостеповій зоні України у південно-західній частині Східноєвропейської рівнини і був розділений руслом Дніпра на дві частини. Більша — правобережна частина — знаходилась в межах Придніпровської височини, поверхня якої — підвищена хвилясто-пасмова рівнина, розчленована ярами та балками. Лівобережжя знаходилось на Придніпровській низовині, поверхня якої ― низовинно-плоска та полого-хвиляста рівнина.
Сьому частину площі адміністративного району займали понад 5000 ярів, що врізалися у хвилясто-пасмову рівнину правобережної частини Канівщини на глибину 35-100 метрів. Великий Хмільнянський яр, що входить до списку найбільших ярів Європи, простягається на 10 кілометрів, має понад 500 відгалужень, а периметр його з верхів'ями становить 110 кілометрів.
На півночі район омивало Канівське водосховище, яке створено в 1975 році. На півдні району розташовувався Канівський природний заповідник, площею 2027 га, який утворено в 1931 році.

## Клімат
Клімат району — помірно континентальний та помірно вологий з переважаючими північно-західними та південно-східними вітрами. Ґрунти, в основному, дерново-слабопідзолисті та глиняно-піщані.

## Рельєф
Для Канівщини характерні два типи рельєфу. На правобережжі — високе плато, розчленоване глибокими ярами і річковими долинами. Лівобережжя — низовина з характерним для неї рельєфом плоскої терасової рівнини. Найпримітніші деталі природного комплексу Канівщини зв'язані з горбогір'ям, яке вчений-енциклопедист М. О. Максимович називав «горами Трахтемирівськими», а геолог Ю. Г. Чугунський — неповторним геологічним витвором на планеті. Відомі світові Канівські дислокації — невеличка ділянка Придніпровської височини довжиною 35 км і шириною від 2 до 9 км, що займає простір між селами Трахтемирів, Ковалі й Кононча. Тут 150 — метрова товща гірських порід різного віку (від юрського до антропогенованого) зім'ята в серії лускуватих структур дією тектонічних сил та напором Дніпровського льодовика. Сьому частину площі адміністративного району (1300 кв. км) тепер займають понад 5000 ярів, що врізалися в хвилясто — пасмову рівнину правобережної частини району на глибину 35 — 90 м. Великий Хмільнянський яр, що входить до списку найбільших ярів Європи, простягається на 18 км і має понад 500 відгалужень.

## Корисні копалини
Надра містять: буре вугілля, гіпс, фосфорити, халцедон, вапняки, вогнетривкі глини, будівельні піски.

## Флора і рослинність
Ліси займають площу приблизно 40 тисяч га. Основні породи дерев: сосна, дуб, граб, акація, липа, клен.

## Природно-заповідний фонд
На території району розташовано Канівський природний заповідник, Білоозерський національний природний парк, Регіональний ландшафтний парк «Трахтемирів», заповідні урочища: Південне Таганчанське, Південно-східне Таганчанське, пам'ятка природи «Школа» та цілий ряд заказників: Тарасів Обрій, Сосна Гоголя, Дуби Т. Г. Шевченка та інші.

## Історія
Канівський район утворений 7 березня 1923 року шляхом об'єднання Курилівської і Пшеничниківської волостей у складі Корсунської округи, яка згодом була перейменована на Шевченківську. 3 червня 1925 переданий до складу Черкаської округи, яка була перейменована у січні 1927 року на Шевченківську і проіснувала до вересня 1930 року.
З 1932 року район увійшов до складу новоствореної Київської області. Після утворення Черкаської області, згідно з Указом Президії Верховної Ради від 7 січня 1954 року, Канівський район введено до її складу. За цим же документом села Гельмязівського району Полтавської області — Ліпляве, Озерище, Келеберда, Сушки, Прохорівка — були адміністративно підпорядковані Черкаській області. У 1963 році Гельмязівський район було ліквідовано, а вищезазначені села спершу відійшли до Драбівського району, а з 4 січня 1965 року — до Канівського району. У 1963 році Канівський район було розформовано, а населені пункти, які територіально належали Канівському району, відійшли до Корсунь-Шевченківського. 4 січня 1965 року Указом Президії Верховної Ради УРСР знову створюється Канівський район.

## Промисловість

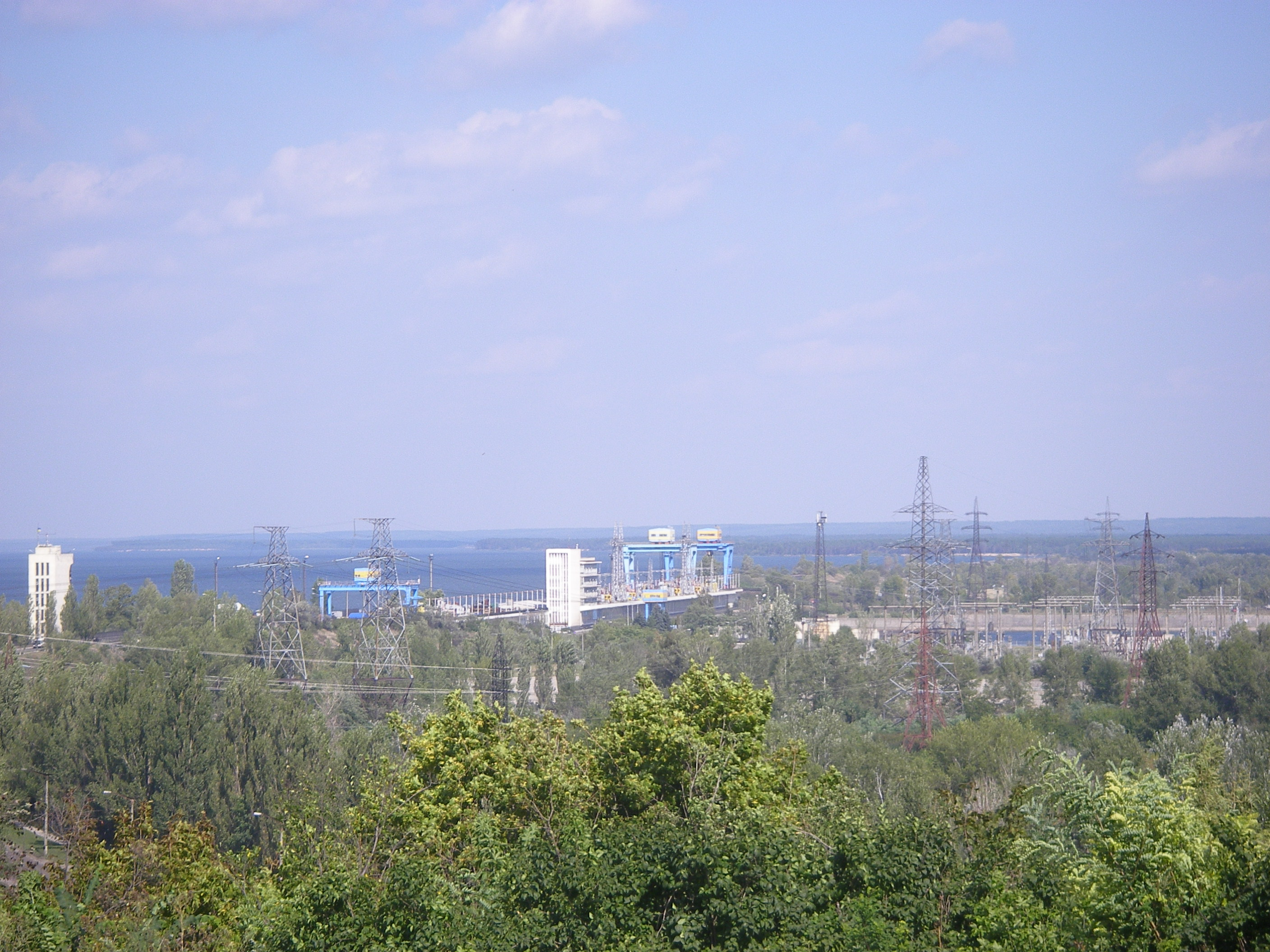
Канівська ГЕС

Передові позиції в промисловості району займають підприємства харчової й переробної галузей. Канівський «Маслосирзавод» (корпорація «Клуб сиру») увійшов у п'ятірку українських експортерів молочної продукції. Тверді сири під маркою «Канівські традиції», сухе молоко, масло користуються попитом в країнах близького і далекого зарубіжжя.
Продукцію під торговою маркою «Верес» експортує також ЗАТ «Агроекопродукт». У Каневі та селах району розміщені кілька переробних заводів цього підприємства.
У кількох селах району працюють ферми фірми «Наша ряба», що вирощують і переробляють бройлерів.
До числа найбільших роботодавців і наповнювачів місцевого бюджету входить Канівська гідроелектростанція.

## Найбільші населені пункти
| № | Населений пункт | Населення, осіб (2007) |
| - | --------------- | ---------------------- |
| 1 | Ліпляве         | 2 069                  |
| 2 | Степанці        | 2 005                  |
| 3 | Мартинівка      | 1 324                  |
| 4 | Таганча         | 1 196                  |
| 5 | Келеберда       | 1 194                  |
| 6 | Бобриця         | 1 012                  |

## Музеї
- Канівський історичний музей — м. Канів, вул. Героїв Небесної Сотні, 15;
- Канівський музей народного декоративного мистецтва — м. Канів, вул. Героїв Небесної Сотні, 64;
- Державний історико-культурний заповідник «Трахтемирів» — м. Канів, вул. Енергетиків, 68;
- Шевченківський національний заповідник «Тарасова гора» — м. Канів, Тарасова Гора;
- Літературна Канівщина — м. Канів, вул. Енергетиків, 78;
- Музей-садиба М. О. Максимовича — с. Прохорівка;
- Музей Гайдара — с. Ліпляве.

## Пам'ятки архітектури

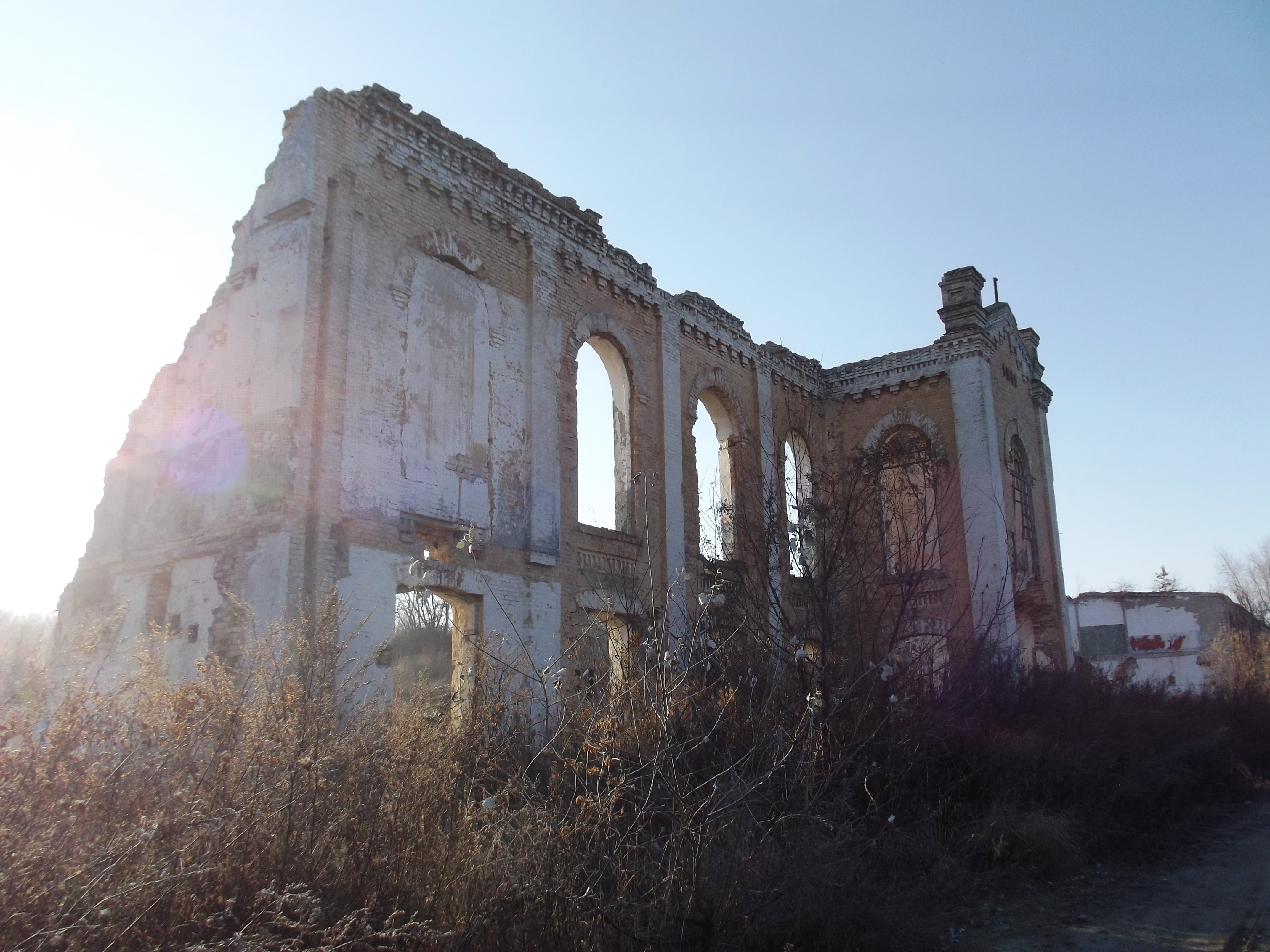
Руїни цукрового заводу у селі Мартинівка

- Вітряки у селах Григорівка, Грищенці, Трахтемирів, Яблунів;
- Церква Пр. Іллі (1892) у селі Прохорівка;
- Земська лікарня, гамазей (кінець ХІХ ст.) у селі Прохорівка;
- Виробничий корпус цукрового заводу (1914) у селі Мартинівка;
- Адміністративна будівля спиртзаводу (1864) у селі Степанці;

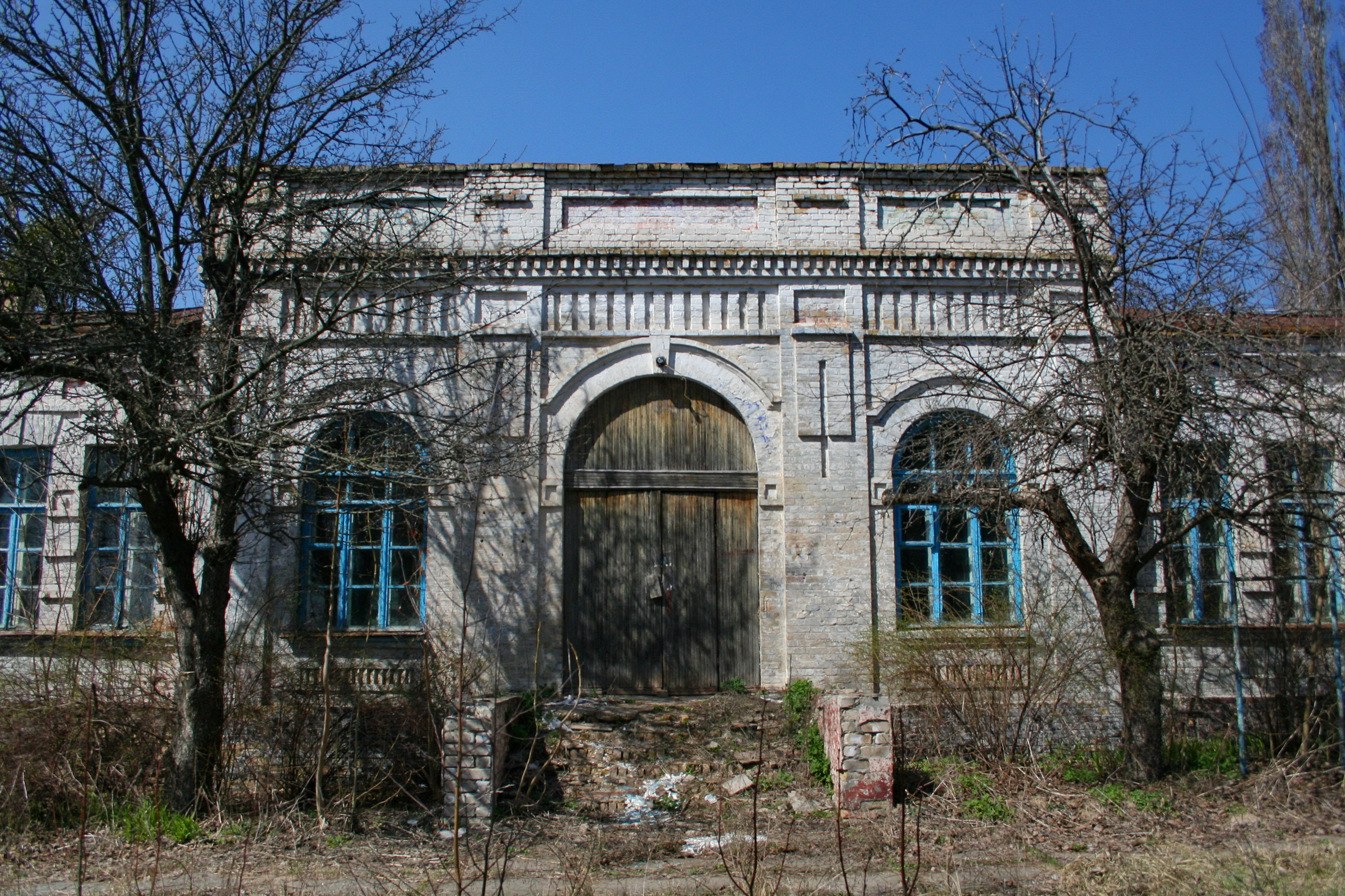
Земська управа (кінець ХІХ ст.) у селі Бобриця

- Земська управа (кінець ХІХ ст.) у селі БобрицяЗемська управа (кінець ХІХ ст.) у селі Бобриця. Знесено
- Будинок пристава (ХІХ ст.) у селі Межиріч;
- Будинок графа Бутурліна (кінець ХІХ ст.) у селі Таганча;
- Школа (кінець ХІХ ст.) у селі Трахтемирів;
- Садиба Зноско-Боровських (ХІХ ст.) у селі Бересняги (статусу пам'ятки офіційно не має).

## Відомі люди

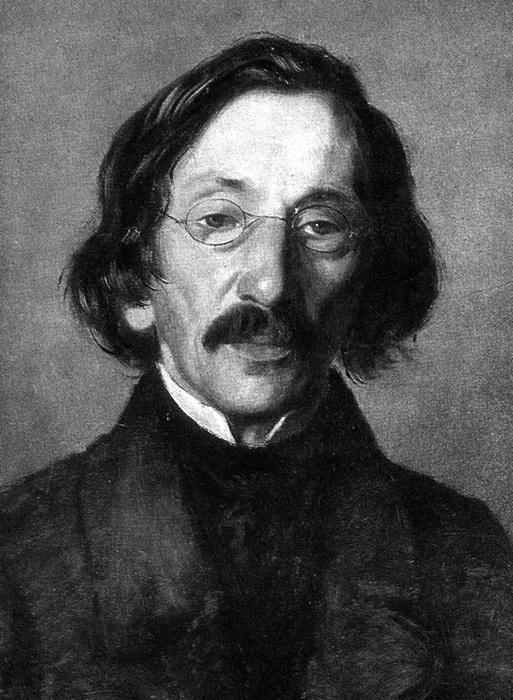
Максимович Михайло Олександрович

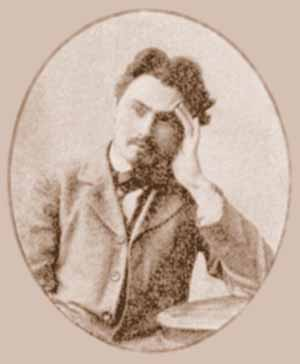
Арабажин Костянтин Іванович

Красюк Петро Харитонович

Див. також: Категорія:Персоналії:Канівський район

### На Канівщині народились

#### Військовіта державні діячі
- Барвінський Борис  (Грищинці) — український військовий та державний діяч; генерал-хорунжий Армії УНР, повітовий військовий комендант Дніпровського повіту Таврійської губернії, командир 30-го полку 14 дивізії військ СС «Галичина»;
- Гарячий Павло Павлович (Буда-Горобіївська) — сотник Армії УНР;
- Голуб Семен Іванович (с. Пилява) — старшина Армії УНР, командир куреня полку Січових Стрільців;
- Соломонівський Василь Володимирович (Яцьки) — сотник Армії УНР, учасник Другого зимового походу.

#### Науковці
- Денисенко З. М. (Хмільна Канівський район), М. С. Заноздра, В. І. Кусенко, В. М. Оржехівська, А. К. Скороходько, Я. П. Ковельський (Келеберда);
- С. Я. Краєвий (Бобриця);
- А. Д. Моторний (Сушки);
- В. С. Наконечний (Степанці);
- Я. І. Несвіцький (Потапці);
- Н. І. Нестеренко (Студенець);

#### Письменники
- О. О. Андріївський, К. І. Арабажин (Канів), Григорій та Олекса Варави (Лазірці), С. І. Воскрекасенко (Лазірці);
- І. І. Діденко (Григорівка);
- С. Д. Скляренко (Прохорівка);
- М. Я. Бесараб (Таганча);
- Л. Є. Підгайний (Яблунів).

#### Перекладачі
- О. М. Мокровольський (Черниші);
- Є. О. Попович та Д. С. Чередниченко (Межиріч).

#### Поети
- Г. П. Донець (Курилівка);
- П. Х. Красюк (Трахтемирів);
- Валентин Лагода (Степанці).

#### Композитори
- Василь Пащенко (Буда-Горобіївська);
- Л. П. Саранський (Таганча).

#### Художники
- Г. М. Пустовійт (Межиріч);
- М. С. Сліпченко (Степанці),
- Микола Костиря (Синявка).

#### Герої Радянського СоюзутаГерої Соціалістичної Праці
- Гаркавий Прокіп Хомич (Пилява);
- Голубець Іван Карпович (Ліпляве);
- Календюк Іван Хрисанфович (Грищинці);
- Плисюк Микола Юхимович (Степанці);
- Жук Петро Павлович (Пекарі);
- Михайленко Я. Х., Правдзівий О. М. (Беркозівка);
- Григорій Олексійович Петренко (Черниші);
- Петриченко Іван Михайлович (Пшеничники);
- Щербина К. С. (Попівка);
- Чупилко Михайло Купріянович (Горобіївка);

### Жили (чи перебували) на Канівщині
Данило Бакуменко, Микола Біляшівський, Марко Вовчок, Аркадій Гайдар, Василь Гнилосиров, Микола Лєсков, Андрій Малишко, Володимир Сосюра, Павло Тичина, Ванда Василевська, Володимир Винниченко, Михайло Максимович, Володимир Різніченко, Олександр Твардовський, Гнат Хоткевич.
У 1843 році та 1859 році у Прохорівці бували Тарас Шевченко і Микола Гоголь.

## Політика
25 травня 2014 року відбулися Президентські вибори України. У межах Канівського району було створено 47 виборчих дільниць. Явка на виборах складала — 66,15 % (проголосували 10 791 із 16 585 виборців). Найбільшу кількість голосів отримав Петро Порошенко — 51,92 % (5 696 виборців); Юлія Тимошенко — 18,96 % (2 080 виборців), Олег Ляшко — 12,02 % (1 319 виборців), Анатолій Гриценко — 6,83 % (749 виборців). Решта кандидатів набрали меншу кількість голосів. Кількість недійсних або зіпсованих бюлетенів — 0,79 %.